# Dasyprocta coibae
Dasyprocta coibae är en däggdjursart som beskrevs av Thomas 1902. Dasyprocta coibae ingår i släktet agutier och familjen guldharar. IUCN kategoriserar arten globalt som sårbar. Inga underarter finns listade i Catalogue of Life.
Arten är endemisk för den centralamerikanska ön Coiba, där den förekommer i lövfällande skogsområden.
Arten blir 43,5 till 52 cm lång (huvud och bål) och har en 3 till 4 cm lång svans. Det finns i princip inga ytliga skillnader mellan denna art och Dasyprocta punctata. Avvikelser mellan arterna ligger i kraniets konstruktion. Ovansidans pälsfärg är likaså gulbrun med flera inblandade svarta hår. Pälsen blir mot undersidan ljusare.